# Josefskirche (Kahlenberg)

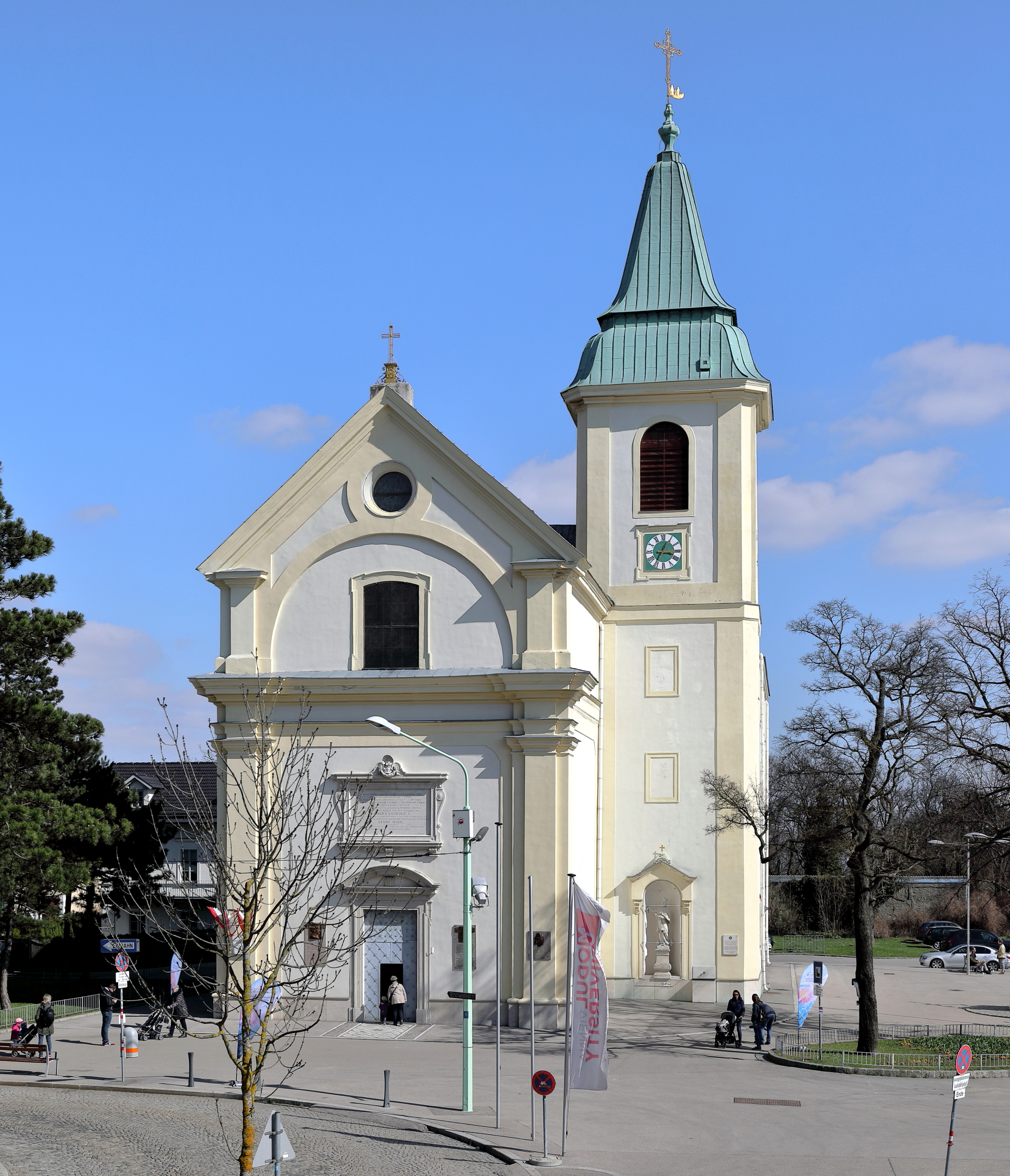
Josefskirche, Westfassade

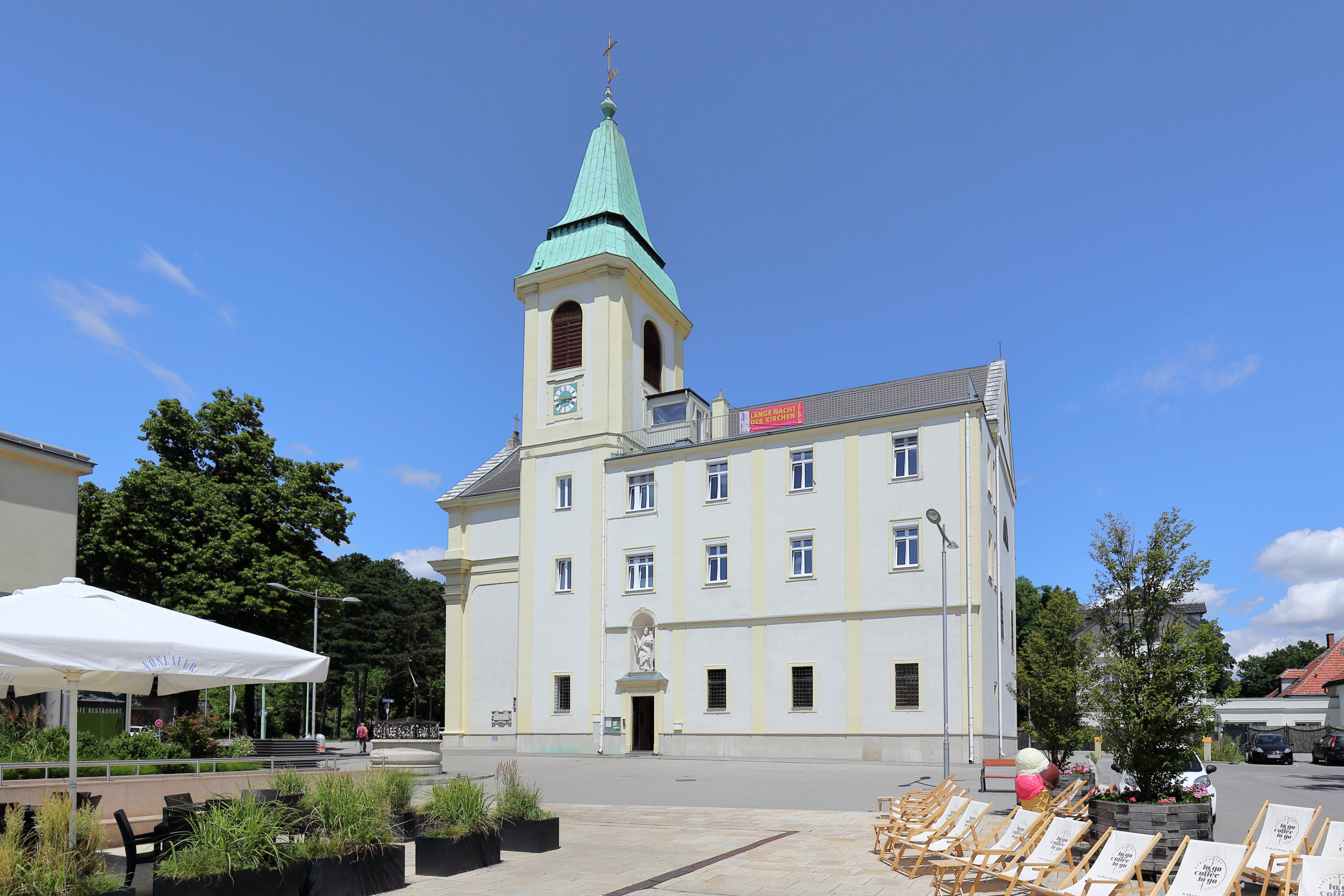
Südansicht der Josefskirche

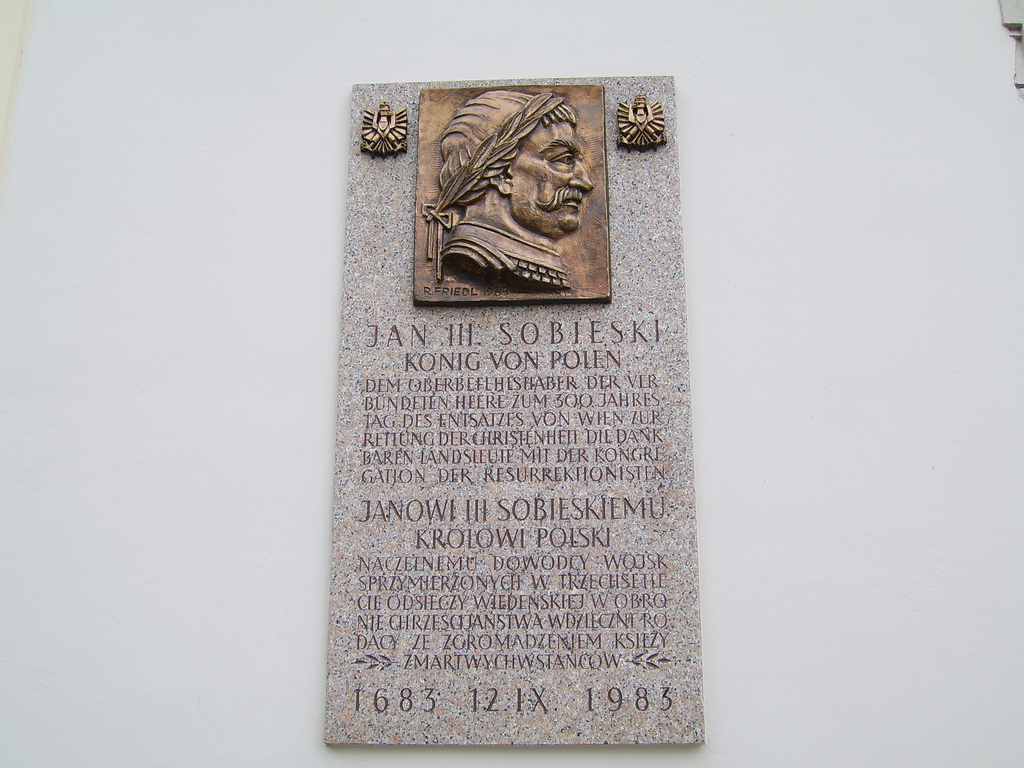
Gedenktafel für Jan III. Sobieski an der Westwand der Josefskirche

Die Kirche St. Josef ist eine römisch-katholische Filialkirche der Pfarre Kahlenbergerdorf auf dem Kahlenberg im 19. Wiener Gemeindebezirk Döbling. Davor war die ehemalige Klosterkirche die Pfarrkirche der Siedlung bzw. ehemaligen Gemeinde Josefsdorf auf dem Kahlenberg. Sie ist dem heiligen Josef geweiht. Die Kirche steht unter Denkmalschutz.

## Geschichte
Die Ursprünge der Kirche gehen auf das früher auf dem Kahlenberg gelegene Kamaldulenserkloster zurück. Die Kamaldulenser wurden zur Zeit Ferdinands II. auf dem Kahlenberg angesiedelt und begannen dort 1628/29 mit dem Bau der Eremitage. Der Grundstein zur Kirche wurde am 10. August 1629 gelegt, die bis 1639 großteils fertiggestellt war. Im Zuge der Zweite Wiener Türkenbelagerung wurde die Kirche am 8. Juli 1683 von den Türken zerstört. Obwohl im gleich Jahr die Patres zurückkamen, wurde der Wiederaufbau beziehungsweise Neubau der Kirche erst 1734 vollendet. Im Zuge der Josephinische Kirchenreformen erfolgte rund 50 Jahr später (1782) die Auflösung des Ordens. Auf dem Lizitationsweg kaufte der Hofkriegsrat Leopold von Kriegl die Kirche sowie die meisten Gebäuden der Eremitage am 14. April 1783 um 28.550 Gulden. Nachdem er zunächst aus dem Kirchengebäude ein Tanzlokal machen wollte, setzte er später die Kirche wieder instand beziehungsweise baute sie um und erwirkte die Erhebung zur Lokalie. Am 21. Dezember 1783 erfolgte die Wiedereinweihung durch den Propst des Stiftes Klosterneuburg Floridus.
Sie diente zunächst als Kirche, später als Pfarrkirche für den neu gegründeten Ort Josefsdorf. 1809 wurde sie von napoleonischen Truppen beschädigt. Vermutlich auf Grund der geringen Bevölkerungszahl wurde sie jedoch in Folge kaum genutzt und verfiel mit der Zeit immer mehr. Auch eine neuerliche Weihe im Jahr 1852 konnte daran nichts ändern. Erst als die Resurrektionisten die Kirche 1906 übernahmen, wurde sie restauriert. Im Gedenken an Jan Sobieski, der 1683 das Entsatzheer gegen die türkischen Belagerer vom Kahlenberg aus anführte, wird die Kirche noch heute von polnischen Priestern, den Resurrektionisten, betreut. Auch polnische Wallfahrer besuchen die Kirche gerne, so unter anderem auch Papst Johannes Paul II. im September 1983.
Die nordöstliche Erhebung des Kahlenberges, beziehungsweise die der Donau nächstliegende Erhebung des Kahlenberges, wo die Leopoldskapelle im Jahre 1693 errichtet wurde, wird seitdem mit Leopoldsberg bezeichnet.

## Bauwerk
Die Kirche ist eine barocke, einschiffige Saalkirche. Der kleine Seiteneingang ist mit einer Statue des heiligen Josef geschmückt. Der Vorraum ist ganz dem historischen Ereignis von 1683 gewidmet, zahlreiche Zeichnungen und Bilder gedenken der historischen Schlacht. Im Innenraum der Kirche sind zahlreiche barocke Gemälde vorhanden.

### Sobieski-Gedächtniskapelle
Die Sobieski-Gedächtniskapelle (früher ‚Schutzengelkapelle’) gilt als historische Gedenkstätte und wertvollster Teil der Kirche am Kahlenberg. Sie befindet sich im südlichen Teil der St. Josefskirche und grenzt an die Sakristei an. Mit der Sakristei bildete sie das heutige ‚Kahlenberger Museum‘, das jedoch nicht öffentlich zugänglich ist.
Die Kapelle wurde 1929/30 von Jan Henryk Rosen, Maler und Professor an der Lemberger Polytechnischen Hochschule, zur Sobieski-Gedächtniskapelle (Museum) ausgestaltet und am 28. Mai 1931 in Anwesenheit des Bundespräsidenten Wilhelm Miklas geweiht.

## Ausstattung

### Hochaltar

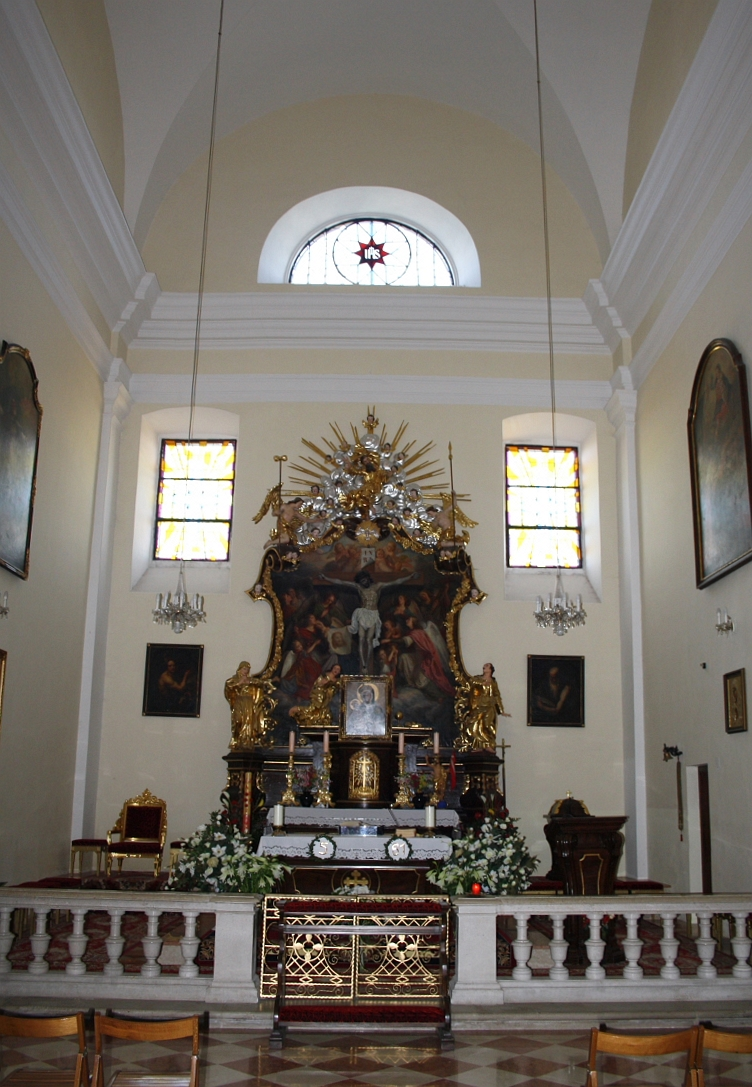
Innenansicht Richtung Altar

Im Mittelpunkt des Hochaltars erhebt sich eine plastische Kreuzigungsgruppe, die noch aus der Zeit der Nutzung als Klosterkirche stammt. An den seitlichen Hochaltarwänden befindet sich rechts oben ein Bild des heiligen Hieronymus, links ein Bild von Johannes dem Täufer. Beide Bilder, Werke des böhmischen Malers Peter Johann Brandl, sind ein Geschenk des Grafen Franz Anton von Sporck. Ein Ölbild hinter der Kreuzigungsgruppe, 1852 von Friedrich Schilcher gemalt, stellt dienende Engel mit den Leidenswerkzeugen dar. Darunter befindet sich die Madonna vom Kahlenberg, eine Kopie des in der Santissimo Nome di Maria al Foro Traiano aufbewahrten Bildes Mariä Namen, das Papst Innozenz XI. der Kirche nach der Schlacht 1683 schenkte. Innozenz führte für den 12. September auch das Fest Mariae Namen ein, mit dem Maria für die vermeintliche Hilfe in der Schlacht gedankt werden sollte.

### Presbyterium und Seitenaltäre
Zwei weitere barocke Gemälde befinden sich entlang der Längswände des Presbyteriums, rechts der heilige Leopold, links der heilige Romuald, der Gründer des Kamaldulenserordens. Die Gemälde der Seitenaltäre stammen aus dem 18. Jahrhundert. Über dem linken Seitenaltar befindet sich eine Darstellung der Geburt Christi, darunter eine moderne naive Ikone der Muttergottes von Ludźmierz (Matka Boska Ludźmierska). Das Gemälde des rechten Seitenaltars zeigt die Taufe Jesu. In einer Nische neben dem linken Seitenaltar hängt eine Kopie des Gnadenbildes Schwarze Madonna aus dem Wallfahrtsort Częstochowa.